# 聖羅薩德阿古安
聖羅薩德阿古安（西班牙語：Santa Rosa de Aguán），是洪都拉斯的城鎮，位於該國東部，由科隆省負責管轄，面積140.40平方公里，海拔高度0米，2001年人口3,787，人口密度每平方公里26.97人。